# Saint-Fromond
Saint-Fromond település Franciaországban, Manche megyében. Lakosainak száma 749 fő (2022. január 1.). Saint-Fromond Airel, Cavigny, Le Dézert, Saint-Jean-de-Daye, Isigny-sur-Mer és Carentan-les-Marais községekkel határos.

## Népesség
A település népessége az elmúlt években az alábbi módon változott:
| Lakosok száma | 852  | 592  | 662  | 691  | 772  | 774  | 769  | 770  | 762  | 749  |
|               | 1968 | 1982 | 1990 | 2006 | 2013 | 2015 | 2017 | 2019 | 2020 | 2022 |